# Logan Reserve
Logan Reserve är en del av en befolkad plats i Australien. Den ligger i kommunen Logan och delstaten Queensland, omkring 29 kilometer söder om delstatshuvudstaden Brisbane. Antalet invånare är 2 154.
Runt Logan Reserve är det ganska tätbefolkat, med 67 invånare per kvadratkilometer.. Närmaste större samhälle är Logan City, nära Logan Reserve.
I omgivningarna runt Logan Reserve växer huvudsakligen savannskog. Genomsnittlig årsnederbörd är 1 424 millimeter. Den regnigaste månaden är januari, med i genomsnitt 275 mm nederbörd, och den torraste är oktober, med 21 mm nederbörd.